# Malin Svahnstrom
Malin Erika Helena Svahnström (Upplands Väsby, Suecia, 10 de junio de 1980) es una nadadora sueca retirada especialista en estilo libre y pruebas de relevos. Fue olímpica en los Juegos Olímpicos de Sídney 2000 donde consiguió una medalla de bronce en la prueba de 4x100 metros libres tras nadar las series eliminatorias. Durante el Campeonato Mundial de Natación en Piscina Corta de 1999, fue campeona mundial en 4x200 metros libres, y un año después, en 2000 se proclamó también campeona mundial en 4x100 metros libres.

## Palmarés internacional
| Juegos Olímpicos                                | Juegos Olímpicos     | Juegos Olímpicos  | Juegos Olímpicos |
| Año                                             | Lugar                | Medalla           | Prueba           |
| ----------------------------------------------- | -------------------- | ----------------- | ---------------- |
| 2000                                            | Sídney ( Australia)  | Medalla de bronce | 4x100 m libres   |
| Campeonato Mundial de Natación en Piscina Corta |                      |                   |                  |
| 1997                                            | Gotenburgo ( Suecia) | Medalla de plata  | 4x200 m libres   |
| 1997                                            | Gotenburgo ( Suecia) | Medalla de bronce | 4x100 m libres   |
| 1999                                            | Hong Kong ( China)   | Medalla de oro    | 4x200 m libres   |
| 2000                                            | Atenas ( Grecia)     | Medalla de oro    | 4x100 m libres   |
| Campeonato Europeo de Natación                  |                      |                   |                  |
| 1997                                            | Sevilla ( España)    | Medalla de plata  | 4x100 m libres   |
| 1997                                            | Sevilla ( España)    | Medalla de plata  | 4x200 m libres   |
| 1999                                            | Estambul ( Turquía)  | Medalla de oro    | 4x100 m estilos  |
| 1999                                            | Estambul ( Turquía)  | Medalla de plata  | 4x100 m libres   |
| 1999                                            | Estambul ( Turquía)  | Medalla de plata  | 4x200 m libres   |
| 2002                                            | Berlín ( Alemania)   | Medalla de plata  | 4x100 m libres   |
| Campeonato Europeo de Natación en Piscina Corta |                      |                   |                  |
| 2007                                            | Debrecen ( Hungría)  | Medalla de bronce | 4x50 m libres    |